# Octanonitrilo
El octanonitrilo, conocido también como caprilonitrilo, heptilcianuro o 1-cianoheptano, es un nitrilo de fórmula molecular C8H15N.

## Propiedades físicas y químicas
A temperatura ambiente, el octanonitrilo es un líquido incoloro o de color amarillo pálido.
Tiene su punto de ebullición a 198-200 °C y su punto de fusión a -46 °C. Posee una densidad inferior a la del agua (0,814 g/cm³) y es muy poco soluble en ella, en proporción de 155 mg/L. El valor del logaritmo de su coeficiente de reparto, logP = 2,75, indica que es considerablemente más soluble en disolventes apolares —como el octanol— que en agua.
En cuanto a su reactividad, el octanonitrilo es incompatible con agentes oxidantes fuertes.

## Síntesis y usos
El octanonitrilo puede ser sintetizado a partir de la oxidación aeróbica de la 1-octanamina mediante el uso de un catalizador de rutenio —Ru/hidroxiapatito, Ru/Al2O3, Ru/Fe3O4 o Ru/TiO2— a una temperatura entre 100 y 150 °C. Dicha reacción puede ser llevada a cabo a temperatura ambiente utilizando un nanocristal de óxido piroclórico de rutenio sobre una membrana de Nafion.
Otra vía de síntesis utiliza como precursor el 2-octenonitrilo —con un rendimiento en torno al 99%—, haciendo uso de un sistema reductor con fenilsilano y un catalizador de Mo(CO6) en tetrahidrofurano. Asimismo, se puede obtener octanonitrilo a partir de octanal y cloruro de hidroxilamonio en presencia de diversos agentes reductores como N-metil-2-pirrolidinona, tetracloruro de silicio, ioduro de sodio o etil diclorofosfato/DBU, en este último caso sin necesidad de reflujo o calentamiento.
En cuanto a sus usos, el octanonitrilo se emplea frecuentemente como reactivo en la preparación de amidas mediante hidratación, usándose como catalizador óxido de manganeso amorfo en presencia de cantidades reducidas de agua. También se ha utilizado como disolvente en el estudio de los productos intermedios de la descomposición de diazocompuestos alifáticos.
Se ha propuesto el empleo de este nitrilo en composiciones que eliminan malos olores, pudiendo aplicarse a ambientadores, detergentes, productos de limpieza, cosméticos o bolsas de basura.

## Precauciones
El octanonitrilo es un producto inflamable que tiene su punto de inflamabilidad a 73 °C.
Al arder libera gases tóxicos tales como óxidos de nitrógeno, monóxido de carbono y cianuro de hidrógeno.
Debe evitarse su contacto con piel y ojos ya que provoca irritación.